# Enrico Bertolini
Enrico Bertolini fue un deportista italiano que compitió en remo. Ganó una medalla de bronce  en el Campeonato Europeo de Remo de 1898, en la prueba de dos con timonel.

## Palmarés internacional
| Campeonato Europeo | Campeonato Europeo | Campeonato Europeo | Campeonato Europeo |
| Año                | Lugar              | Medalla            | Prueba             |
| ------------------ | ------------------ | ------------------ | ------------------ |
| 1898               | Turín (Italia)     | Medalla de bronce  | Dos con timonel    |